# Moartea lui Vadim Pisari
Moartea lui Vadim Pisari a stârnit un val de proteste în Moldova și Europa și a repus pe tapet legitimitatea prezenței soldaților ruși în regiune. Vadim Pisari (n. 8 mai 1993 – d. 1 ianuarie 2012) a fost împușcat de un pacificator rus cu gloanțe interzise de ONU, la punctul de trecere de la Pîrîta, Dubăsari pe 1 ianuarie 2012.
Federația Rusă a fost condamnată la CEDO și printr-un verdict din 21 aprilie 2015 a fost obligată să platească familiei lui Vadim Pisari despăgubiri sub forma prejudiciului moral în sumă de 35.000 euro și 5.580 euro costuri și cheltuieli pentru asistența juridică.